# Persone di cognome Cox
| Questa pagina contiene informazioni ricavate automaticamente dalle voci biografiche con l'ausilio del template Bio e di un bot. L'aggiornamento è periodico e automatico e ricostruisce completamente la pagina. Se manca una persona in questa lista, sei pregato di non aggiungerla, ma accertati piuttosto che la sua voce biografica contenga il template Bio e che i dati anagrafici siano correttamente compilati. Se il template Bio manca, inseriscilo tu stesso o, in alternativa, metti l'avviso {{tmp\|Bio}} che ne segnala la mancanza. Se i dati riportati sono sbagliati, correggi direttamente la voce biografica; le modifiche saranno visibili in questa lista entro pochi giorni. Per chiarimenti vedi il progetto antroponimi. La lista contiene solo le 107 persone che sono citate nell'enciclopedia e per le quali è stato implementato correttamente il template Bio. Pagina aggiornata al 8 mar 2025. |

Questa è una lista di persone presenti nell'enciclopedia che hanno il cognome Cox, suddivise per attività principale.

## Allenatori di calcio(2)
- Arthur Cox, allenatore di calcio inglese (Southam, n. 1939)
- Neil Cox, allenatore di calcio e ex calciatore britannico (Scunthorpe, n. 1971)

## Allenatori di pallacanestro(1)
- Frosty Cox, allenatore di pallacanestro statunitense (n. 1908 - Boulder, † 1962)

## Arbitri di rugby a 15(1)
- Sara Cox, arbitro di rugby a 15 britannico (Broadclyst, n. 1990)

## Attori(9)
- Brian Cox, attore britannico (Dundee, n. 1946)
- Alan Cox, attore britannico (Westminster, n. 1970)
- Charlie Cox, attore britannico (Londra, n. 1982)
- Ronny Cox, attore e musicista statunitense (Cloudcroft, n. 1938)
- Darryl Cox, attore statunitense (Wiesbaden, n. 1955)
- George L. Cox, attore, regista e sceneggiatore statunitense (n. 1878 - † 1947)
- Richard Cox, attore statunitense (New York, n. 1948)
- Tony Cox, attore statunitense (Uniontown, n. 1958)
- Wally Cox, attore statunitense (Detroit, n. 1924 - Hollywood, † 1973)

## Attrici(11)
- Alaqua Cox, attrice statunitense (Keshena, n. 1997)
- Catherine Cox, attrice e cantante statunitense (Toledo, n. 1950)
- Christina Cox, attrice e stuntwoman canadese (Toronto, n. 1971)
- Claire Cox, attrice inglese (Peterborough, n. 1975)
- Courteney Cox, attrice, regista e produttrice televisiva statunitense (Birmingham, n. 1964)
- Grace Victoria Cox, attrice statunitense (Lexington, n. 1995)
- Lara Cox, attrice e ex modella australiana (Canberra, n. 1978)
- Laverne Cox, attrice, modella e personaggio televisivo statunitense (Mobile, n. 1972)
- Mekia Cox, attrice e ballerina statunitense (Saint Croix, n. 1981)
- Nikki Cox, attrice statunitense (Los Angeles, n. 1978)
- Veanne Cox, attrice e ballerina statunitense (Norfolk, n. 1963)

## Attrici pornografiche(1)
- Stella Cox, attrice pornografica italiana (Roma, n. 1990)

## Avvocati(1)
- Jacob D. Cox, avvocato e generale statunitense (Montréal, n. 1828 - Gloucester, † 1900)

## Bassisti(1)
- Billy Cox, bassista statunitense (Wheeling, n. 1941)

## Batteristi(1)
- Terry Cox, batterista inglese (High Wycombe, n. 1937)

## Calciatori(5)
- George Cox, calciatore inglese (Worthing, n. 1998)
- Ian Cox, ex calciatore trinidadiano (Croydon, n. 1971)
- Lee Cox, ex calciatore inglese (Leicester, n. 1990)
- Sam Cox, ex calciatore guyanese (Londra, n. 1990)
- Simon Cox, ex calciatore irlandese (Reading, n. 1987)

## Calciatrici(1)
- Danielle Cox, calciatrice inglese (Keighley, n. 1992)

## Cantanti(2)
- Deborah Cox, cantante canadese (Toronto, n. 1974)
- Ida Cox, cantante statunitense (Toccoa, n. 1896 - Knoxville, † 1967)

## Cestiste(3)
- Alberta Cox, cestista e allenatrice di pallacanestro statunitense (n. 1931 - † 2015)
- Lauren Cox, cestista statunitense (Grapevine, n. 1998)
- Rohanee Cox, ex cestista australiana (Broome, n. 1980)

## Cestisti(2)
- Johnny Cox, ex cestista statunitense (Neon, n. 1936)
- Wesley Cox, cestista statunitense (Louisville, n. 1955 - Louisville, † 2024)

## Ciclisti su strada(1)
- Ryan Cox, ciclista su strada sudafricano (Johannesburg, n. 1979 - Johannesburg, † 2007)

## Direttori della fotografia(1)
- Jack E. Cox, direttore della fotografia britannico (Londra, n. 1896 - Surrey, † 1960)

## Dirigenti sportive(1)
- Barbara Cox, dirigente sportiva, allenatrice di calcio e ex calciatrice neozelandese (n. 1947)

## Disc jockey(1)
- Carl Cox, disc jockey e produttore discografico britannico (Carshalton, n. 1962)

## Fisici(2)
- Brian Cox, fisico, conduttore televisivo e scrittore britannico (Oldham, n. 1968)
- Richard Threlkeld Cox, fisico e statistico statunitense (Portland, n. 1898 - † 1991)

## Generali(1)
- Percy Zachariah Cox, generale e funzionario britannico (Harwood Hall, n. 1864 - Melchbourne, † 1937)

## Giocatori di baseball(1)
- Bobby Cox, ex giocatore di baseball e allenatore di baseball statunitense (Tulsa, n. 1941)

## Giocatori di football americano(10)
- Aaron Cox, ex giocatore di football americano statunitense (Los Angeles, n. 1965)
- Chandler Cox, giocatore di football americano statunitense (Sandy, n. 1996)
- Fletcher Cox, ex giocatore di football americano statunitense (Yazoo City, n. 1990)
- Fred Cox, giocatore di football americano statunitense (Monongahela, n. 1938 - Monticello, † 2019)
- Jabril Cox, giocatore di football americano statunitense (Kansas City, n. 1998)
- Joshua Cox, giocatore di football americano statunitense (Warren)
- Michael Cox, giocatore di football americano statunitense (Boston, n. 1989)
- Mike Cox, ex giocatore di football americano statunitense (Lewisberry, n. 1985)
- Morgan Cox, giocatore di football americano statunitense (Collierville, n. 1986)
- Perrish Cox, giocatore di football americano statunitense (Waco, n. 1987)

## Giornalisti(1)
- Erle Cox, giornalista e scrittore di fantascienza australiano (Emerald Hill, n. 1873 - Elsternwick, † 1950)

## Informatici(2)
- Alan Cox, informatico e hacker britannico (Solihull, n. 1968)
- Brad Cox, informatico e matematico statunitense (Fort Benning, n. 1944 - Manassas, † 2021)

## Lottatori(1)
- J'den Cox, lottatore statunitense (Columbia, n. 1995)

## Mezzofondisti(1)
- William Cox, mezzofondista statunitense (n. 1904 - † 1996)

## Modelle(1)
- Maureen Cox, modella britannica (Liverpool, n. 1946 - Seattle, † 1994)

## Montatori(1)
- Joel Cox, montatore statunitense (Los Angeles, n. 1942)

## Musicisti(1)
- Bradford Cox, musicista statunitense (Athens, n. 1982)

## Navigatori(1)
- William Denton Cox, marinaio inglese (Southampton, n. 1883 - Oceano Atlantico, † 1912)

## Nuotatrici(4)
- Jillian Cox, nuotatrice statunitense (Cedar Park, n. 2005)
- Lauren Cox, nuotatrice britannica (Leamington Spa, n. 2001)
- Lynne Cox, nuotatrice e scrittrice statunitense (Boston, n. 1957)
- Madisyn Cox, nuotatrice statunitense (n. 1995)

## Paleontologi(1)
- Leslie Reginald Cox, paleontologo e geologo britannico (Islington, n. 1897 - Herdon, † 1965)

## Piloti motociclistici(1)
- Alfie Cox, pilota motociclistico e pilota di rally sudafricano (Pietermaritzburg, n. 1963)

## Pistard(1)
- Lionel Cox, pistard australiano (Brisbane, n. 1930 - Sydney, † 2010)

## Pittori(3)
- David Cox, pittore e docente britannico (Birmingham, n. 1783 - Harborne, † 1859)
- John Rogers Cox, pittore statunitense (Terre Haute, n. 1915 - Louisville, † 1990)
- Kenyon Cox, pittore, illustratore e scrittore statunitense (Warren, n. 1856 - New York, † 1919)

## Poetesse(1)
- Mildred Breedlove, poetessa statunitense (Coal Hill, n. 1904 - Ferron, † 1994)

## Polistrumentisti(1)
- Jim Cox, polistrumentista, compositore e arrangiatore statunitense

## Politici(6)
- Christopher Cox, politico e avvocato statunitense (Saint Paul, n. 1952)
- James M. Cox, politico statunitense (Jacksonburg, n. 1870 - Kettering, † 1957)
- John H. Cox, politico e imprenditore statunitense (Chicago, n. 1955)
- Pat Cox, politico, giornalista e conduttore televisivo irlandese (Dublino, n. 1952)
- Spencer Cox, politico statunitense (Mount Pleasant, n. 1975)
- TJ Cox, politico statunitense (Walnut Creek, n. 1963)

## Politologi(1)
- Michael Cox, politologo inglese (n. 1947)

## Produttori discografici(1)
- Bryan-Michael Cox, produttore discografico e musicista statunitense (Miami, n. 1977)

## Rapper(2)
- Memphis Bleek, rapper e produttore discografico statunitense (New York, n. 1978)
- Kastro, rapper statunitense (New York, n. 1976)

## Registe(1)
- Jennifer Cox, regista e attrice statunitense (New York, n. 1969)

## Registi(5)
- Alex Cox, regista, sceneggiatore e attore britannico (Bebington, n. 1954)
- C. Jay Cox, regista e sceneggiatore statunitense (n. 1962)
- Doran Cox, regista statunitense (Elwood, n. 1881 - Los Angeles, † 1957)
- James Cox, regista e sceneggiatore statunitense (New York, n. 1975)
- Nathan Cox, regista statunitense (n. 1971)

## Rugbisti a 15(1)
- Sam Cox, rugbista a 15 britannico (Marnhull, n. 1980)

## Statistiche(1)
- Gertrude Mary Cox, statistica statunitense (Dayton, n. 1900 - Durham, † 1978)

## Statistici(1)
- David Cox, statistico britannico (Birmingham, n. 1924 - Oxford, † 2022)

## Tenniste(1)
- Marjorie Cox Crawford, tennista australiana (Bowral, n. 1903 - Sydney, † 1983)

## Tennisti(2)
- Charles Cox, ex tennista statunitense (Atlanta, n. 1960)
- Mark Cox, ex tennista britannico (Leicester, n. 1943)

## Teologi(1)
- Harvey Cox, teologo statunitense (Malvern, n. 1929)

## Tiratori a segno(1)
- Lionel Cox, tiratore a segno belga (Seraing, n. 1981)

## Velociste(1)
- Shana Cox, velocista statunitense (n. 1985)

## Wrestler(1)
- James Storm, wrestler statunitense (Franklin, n. 1977)

## Senza attività specificata(1)
- Britteny Cox, ex sciatrice freestyle australiana (Wodonga, n. 1994)